# Lunga (Treshnish Isles)
Die Insel Lunga liegt im Westen von Schottland. Sie gehört zur Inselgruppe der Treshnish Isles, die wiederum ein Teil der Inneren Hebriden sind. Politisch gehört die Insel, die heute unbewohnt ist, zur Argyll and Bute Council Area. Lunga steht wegen der reichhaltigen Tier- und Pflanzenwelt unter Landschaftsschutz.

## Geschichte
Die Insel Lunga ist vulkanischen Ursprungs. Sie war bis zum Ende des 19. Jahrhunderts bewohnt. Im Nordosten der Insel kann man noch Reste von Häusern sehen, die 1857 verlassen wurden. Heute ist die Insel Teil des schottischen Landschaftsschutzgebiets „Loch na Keal National Scenic Area“ und ist gelistet als Site of Special Scientific Interest.

## Tier- und Pflanzenwelt

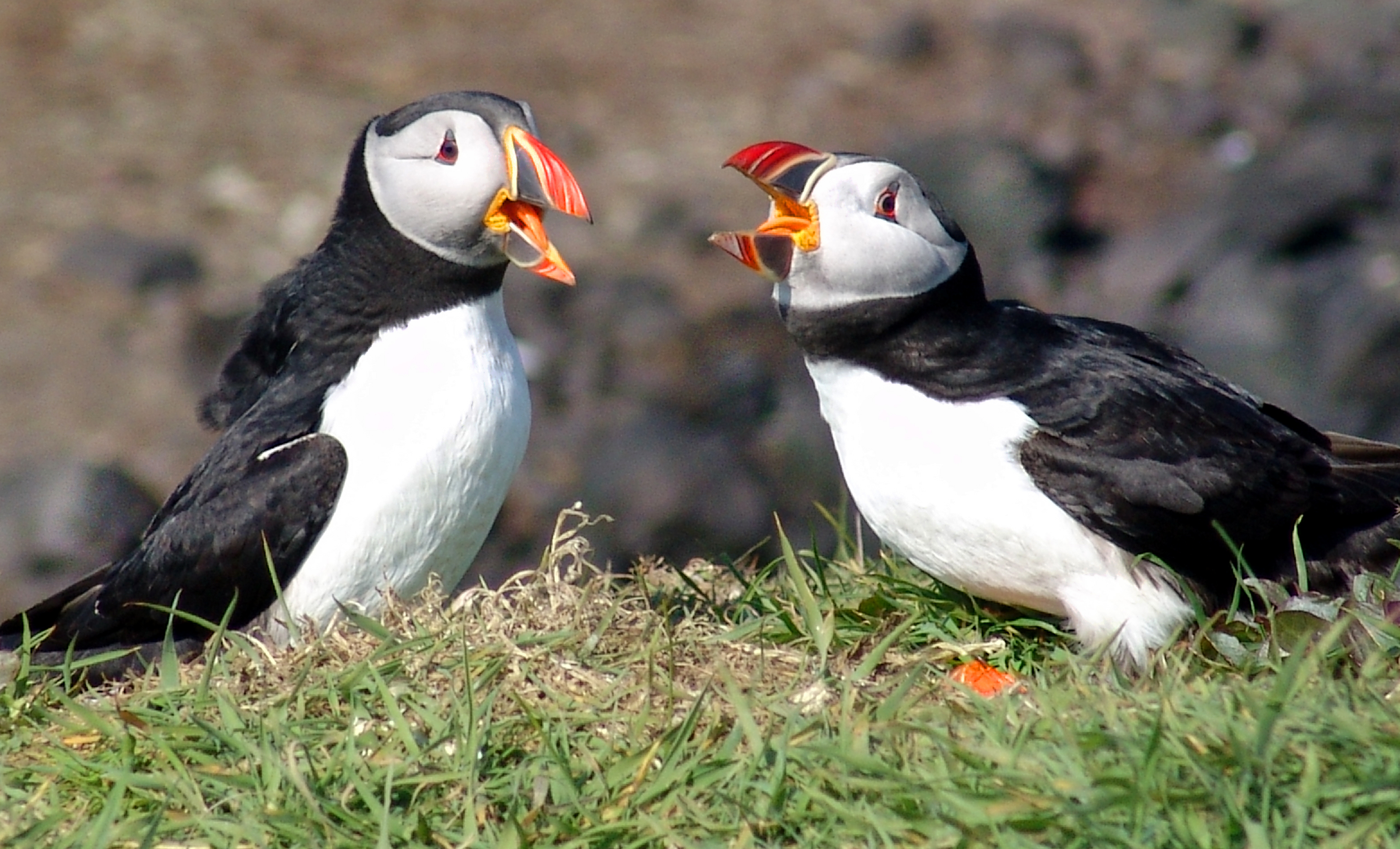
Papageitaucher

Im Uferbereich der Insel halten sich häufig Kegelrobben auf. Bei Bootstouren zur Insel kann man mit etwas Glück Delfine und Schweinswale beobachten. Die Besonderheit der Insel sind die riesigen Kolonien an Seevögeln, die sich dort während der Brutzeit aufhalten: Dreizehenmöwen, Sturmwellenläufer, Atlantiksturmtaucher, Trottellummen, Papageitaucher, Sturmtaucher, Krähenscharben und Tordalken. Im Winter sind Weißwangengänse auf der Insel. Hauptattraktion sind die liebenswerten Papageitaucher mit ihren zur Brutzeit farbenfrohen Schnäbeln, die auch gegenüber Besuchern nur wenig Scheu zeigen.
Auch viele teilweise seltenen Pflanzen kann man auf Lunga finden: Stängellose Schlüsselblumen, Gewöhnlicher Hornklee, Orchideenarten, Klippen-Leimkraut, Strand-Grasnelken, Sumpf-Schwertlilien, Küsten-Blauglöckchen und Fingerkräuter.